# Thug Brothers
Thug Brothers è un album del rapper Layzie Bone in collaborazione con Young Noble, pubblicato il 7 febbraio 2006 sotto le case discografiche Real Talk Entertainment e Koch Records.
L'unico featuring presente è quello di Yukmouth, in "Be a Gangsta".

## Tracce
1. Stand Up
2. Put Me In A Cell.
3. Stay On The Grind
4. What The Problem Is
5. Money First'
6. Young Soldier
7. We Can Get On
8. That's The Shit
9. Man Up
10. Then You're Gone
11. I Got Cha
12. Be A Gangsta (feat. Yukmouth)
13. The Legacy Continues
14. Thug Brothers

## Critica
| Recensione su   | Giudizio      |
| --------------- | ------------- |
| All Music Guide | link          |
| RapRewiews.com  | (7.0/10) link |